# 下施塔迪翁
下施塔迪翁是德国巴登-符腾堡州的一个市镇。总面积8.84平方公里，总人口726人，其中男性366人，女性360人（2011年12月31日），人口密度82人/平方公里。